# Wilia (dopływ Niemna)
Wilia (biał. Вілія, Вяльля, lit. Neris) – rzeka na Białorusi i Litwie, prawy, najdłuższy dopływ Niemna. Źródła na północ od Mińska. Długość: 510 km, z tego 228 km na Litwie. Powierzchnia zlewni – 25,1 tys. km².
Główne dopływy:
- Litawka – prawy
- Mussa – prawy
- Narocz – prawy
- Oszmianka – lewy
- Serwecz – prawy
- Stracza – prawy
- Święta – prawy
- Waka – lewy
- Wilejka – uchodzi w Wilnie, lewy
- Żejmiana – prawy

Większe miasta nad Wilią:
- Wilno
- Kowno

## Historia
W 1812 r., na początku kampanii rosyjskiej, część wojsk Napoleona musiała się przeprawić na prawy brzeg Wilii w Kownie, u ujścia rzeki do Niemna, aby zabezpieczyć prawy brzeg rzeki. Ze względu na to, że Rosjanie spalili most na Wilii, oddziały francuskiej kawalerii szukały brodu przez rzekę, zanim jednak wykonali swoje zadanie, szwadron szwoleżerów gwardii pod dowództwem Jana Kozietulskiego, przekroczył Wilię u jej ujścia do Niemna wpław, a razem z nimi ruszyli ochotnicy z piechoty francuskiej. To pozwoliło spokojnie podjąć prace nad odbudową zniszczonego mostu i przeprowadzić resztę wojsk cesarza.
W 1857 r. Konstanty hr. Tyszkiewicz odbył specjalnie zbudowaną barką, sfinansowaną z własnych środków, wyprawę od źródeł Wilii do jej ujścia. Już pośmiertnie, w roku 1871 została wydana książka Tyszkiewicza, w której opisuje rzekę i jej okolice.
Od 1877 roku zaczęto stawiać nad Wilią pierwsze stacje hydrologiczne. Pierwsze powstały w Wilnie i Janowie (lit. Jonava). 
W 1930 r., 34 km na północny zachód od Wilna, w sąsiedztwie ówczesnej granicy polsko-litewskiej, w majątku Legaciszki nad Wilią (3 km od stacji kolejowej Zawiasy), została otwarta Akademicka Kolonia Wypoczynkowa. Prowadziła ją Bratnia Pomoc Polskiej Młodzieży Akademickiej Uniwersytetu Stefana Batorego w Wilnie. Jednorazowo w kolonii mogło przebywać 100 kuracjuszy. Legaciszki miały nad Wilią przystań wodną z własnymi łódkami. Często były też organizowane w sezonie letnim spływy kajakowe z Wilna do Legaciszek. Po wojnie kolonia studencka została całkowicie zniszczona. Dzisiaj na miejscu nie ma po niej śladu. Pozostały jedynie przedwojenne publikacje reklamowe.
W marcu 1931 r. w wyniku gwałtownych roztopów Wilno nawiedziła powódź, w czasie której Wilia i druga rzeka Wilenka zalała miasto i poczyniła wiele spustoszeń oraz spowodowała kilka ofiar śmiertelnych. Wtedy też zginął Mieczysław Dordzik ratujący topielca. Pośrednim skutkiem wylania Wilii było odkrycie w podziemiach katedry wileńskiej grobów królewskich (Aleksander Jagiellończyk, Elżbieta Habsburżanka, Barbara Radziwiłłówna oraz urna z sercem oraz wnętrznościami króla Władysława IV).
W latach 1938–1939, 10 km od centrum Wilna, pod wsią Turniszki rozpoczęto wstępne prace przy budowie tamy na Wilii i elektrowni wodnej, która miała wspomóc pierwszą elektrownię wileńską zbudowaną w 1903 roku. 
W 1968 roku pod miastem Wilejką stworzono Zalew Wilejski (biał. Вілейскае вадасховішча), który zasila głównie Wilia oraz Serwecz (biał. Сэрвач), Ilia (biał. Ілія) oraz niewielkie rzeczki Orpa (biał. Орпа) i Żuczka (biał. Жучка). Od roku 1975 jest on źródłem wody pitnej dla stolicy Białorusi, Mińska, dostarczanej tam specjalnym kanałem.

## W kulturze
- Adam Mickiewicz w swoim poemacie historycznym "Konrad Wallenrod" (wyd. 1828) poświęcił tej rzece jedną pieśń, którą nuci wajdelota Halban - "Wilĳa, naszych strumieni roǳica". W późniejszych latach, tekst ten wzbogacony o muzykę Stanisława Moniuszki[9], był śpiewany w polskich domach jako pieśń patriotyczna.
- W 1881 r. wiersz o Wilii opublikował Faustyn Łopatyński wileński skrzypek i pionier fotografii (prowadził przez kilka lat wspólny zakład fotograficzny z Wacławem Czyżem i Stanisławem Filibertem Fleury)[10].
- Od nazwy rzeki w jej litewskim brzmieniu, czyli Nėris, wzięła swój pseudonim znana litewska poetka Salomėja Nėris.
- Nazwę rzeki w polskim brzmieniu „Wilia” nadano polskiemu zespołowi folklorystycznemu działającemu na Litwie od 1955 roku.